# Szent János-templom (Magdeburg)
A magdeburgi Szent János-templom (németül: Sankt-Johannis-Kirche, vagy Johanniskirche) Magdeburg óvárosában található, nevét védőszentjéről, János evangélistáról kapta. Az 1131-ben még román bazilikának emelt templomot az egész várost elpusztító tűzvészek és hadi dúlások nyomán ötször kellett újraépíteni. Eleinte római katolikus, majd Luther itteni fellépésétől protestáns városi plébániatemplom jelenleg nem szakrális funkciójú, hanem városi ünnepségek és kulturális rendezvények helyszínéül szolgál. 2014 januárja és júniusa között Szász-Anhalt tartomány parlamentjének volt a gyűléshelye.

## Története

### Építés és első pusztulás 1207-ben
A templom alapkőletételének pontos időpontja ismeretlen, azonban a 936 és 941 közötti időszakban a város ezen részén létesült egy plébániatemplom. Ennek első említése 941. április 23-án történik, amikor I. Ottó plebeiam ecclesiam (néptemplom) megnevezéssel az általa alapított bencés Móric-kolostornak (Moritzkloster) adományozta a templomot. Ennek az építménynek alakjáról nem maradt fenn feljegyzés. Egy 946. július 29-én keltezett dokumentumban az uralkodó újra megerősítette az adományozást, az írás pedig újra néptemplomként (popularem ecclesiam) említette az épületet. Merseburgi Thietmar 1015-ben aecclesia mercatorum-ként, vagyis kereskedőtemplomként utal rá.
A templom újjáalapítása 1082-ben, Spanheimi Hartwig érsek idején történhetett.
A Szent János nevet 1160-ban említik először, amikor Medve Albert okiratában a magdeburgi Keresztelő Szent János-templom apátjáról, Arnoldról tesznek említést. 1170-ben Wichmann érsek átruházta a templomot a Miasszonyunk-kolostorra (Kloster Unser Lieben Frauen). Ekkor úgy említik a templomot, mint ecclesiam forensem in Magdeborg in honore beati Johannis evangelistae consecratam, vagyis Szent János evangélista tiszteletére szentelt templom Magdeburg városában.
Miután 1188-ban egy városégés során megrongálódott, 1207-ben, egy újabb tűzvészben teljesen leégett.

### Újjáépítés és második pusztulás 1451-ben
Az újjáépítés azonnal megkezdődött, és 1207-ben nekifogtak az alsó toronyemelet alapjainak, amit 1213-ra be is fejeztek. 1218-ra elkészült felsőbb toronyemelet is, majd 1238-ra elkészültek a munkálatokkal. A toronylakással is ellátott templomot bazilika formájúra készítették. 1239-ben egy tűzvész megrongálta az épületet. 1301-ben a kölni Makkabeus-kolostor (Makkabäerkloster) ebben a templomban állította ki a 11000 szűz ereklyéjét.
1451. július 22-én az északi tornyot villámcsapás érte, majd a fellobbanó lángok átterjedtek a templomhajóra is, melynek egyharmadát elpusztították.

### Újjáépítés és harmadik pusztulás 1631-ben

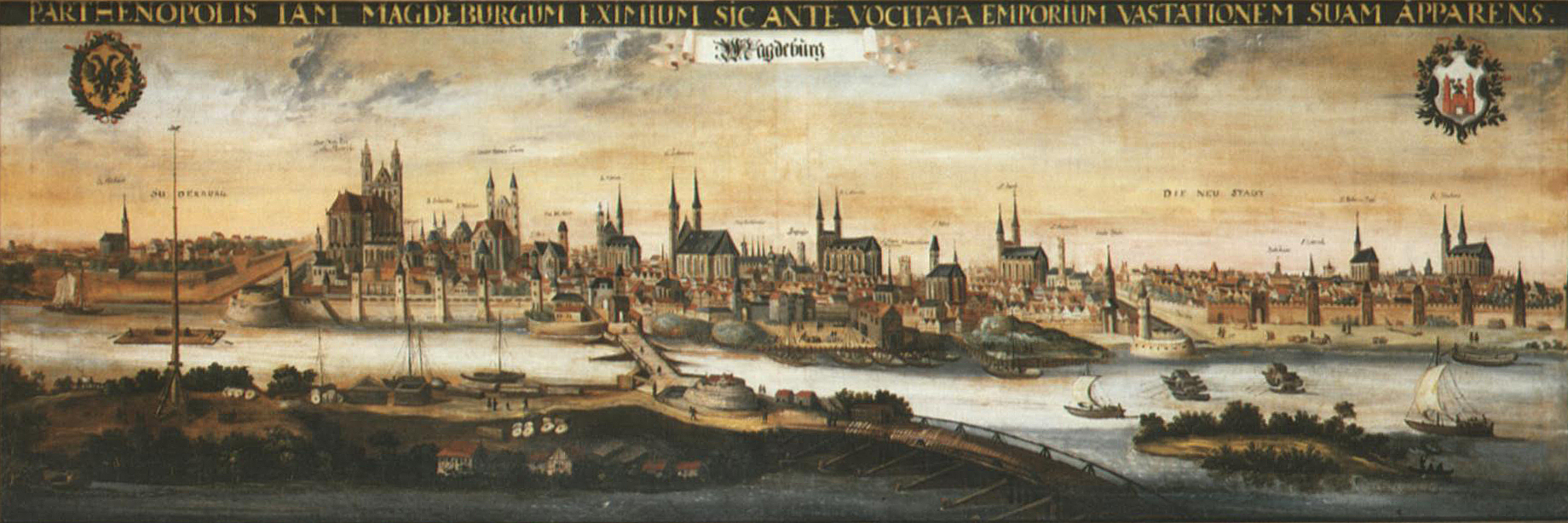
Magdeburg 1600 körül, a Szent János-templommal (a hídtól jobbra az első)

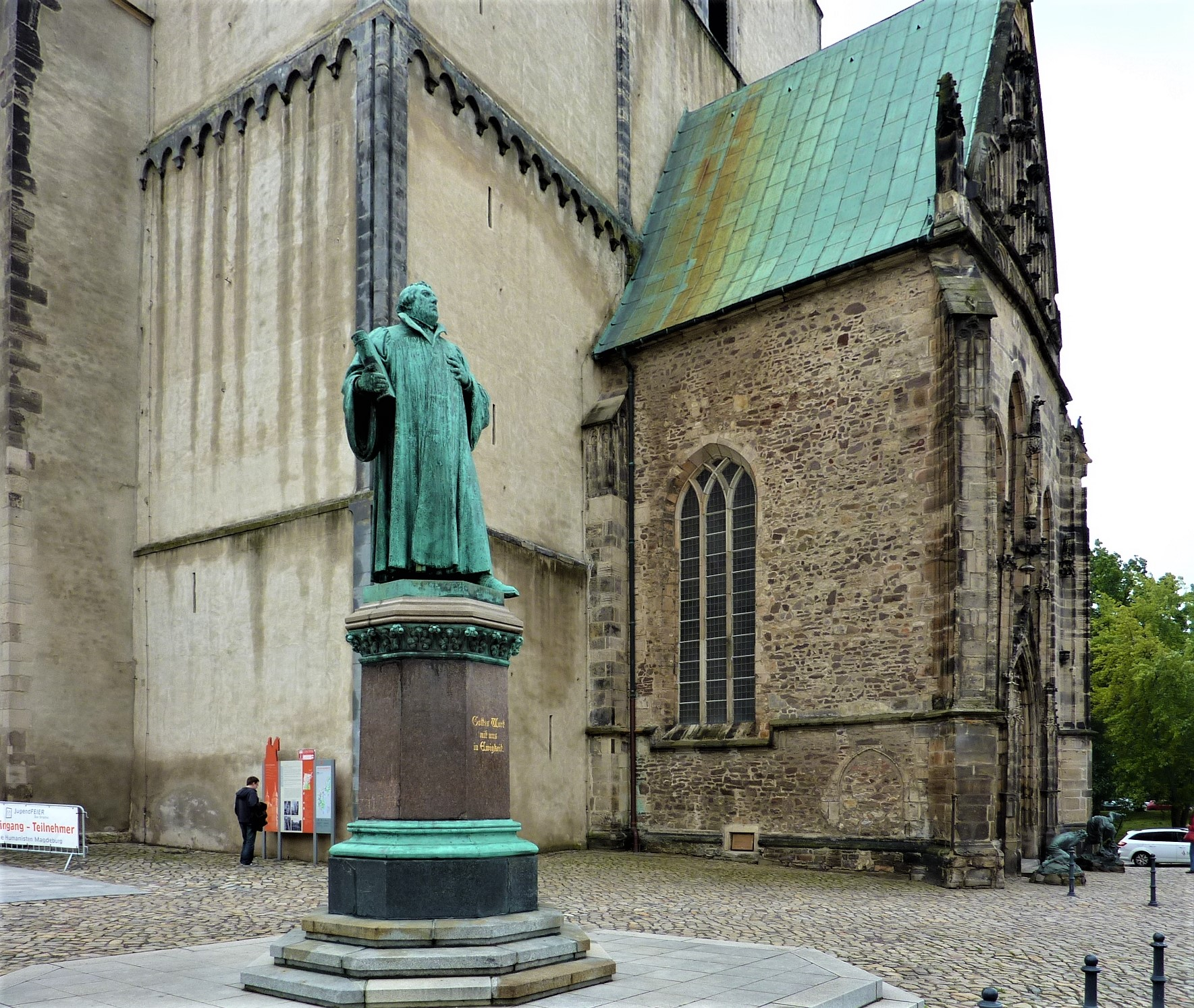
Luther szobra a főbejárat mellett

Az 1452 és 1453 között újjáépített templom a bazilika forma helyett egy háromhajós csarnoktemplom alakzatot kapott. Az alig díszített templomot többnyire terméskőből építették, tetejét pedig rézzel, a tornyokat pedig ólommal fedték be. Az építmény nyugati oldalán egy előcsarnokot alakítottak ki. 1468-ban elkészült az Apostol-harang is.
1524. június 26-án ebben a templomban hirdette az igét Luther Márton reformátor, melynek következtében a város áttért a protestáns hitre.
1631. november 26-án, egy szélviharnak köszönhetően az egyik toronycsúcs a hajó fedelére zuhant és jelentős károkat okozott. Ugyanazon a napon Tilly császári tábornok Hamelnben a protestáns Magdeburg megtámadása mellett döntött. A harmincéves háború keretében lezajló hosszas ostrom után, 1631. május 10-én került sor a végső támadásra, melynek során a várost majdnem teljes egészében földig rombolták. A Szent János-templom kapuit Tilly katonái feltörték és az egyházi személyeket, illetve a híveket megölték. A támadásban a templom újra leégett.

### Újjáépítés és negyedik pusztulás 1945-ben

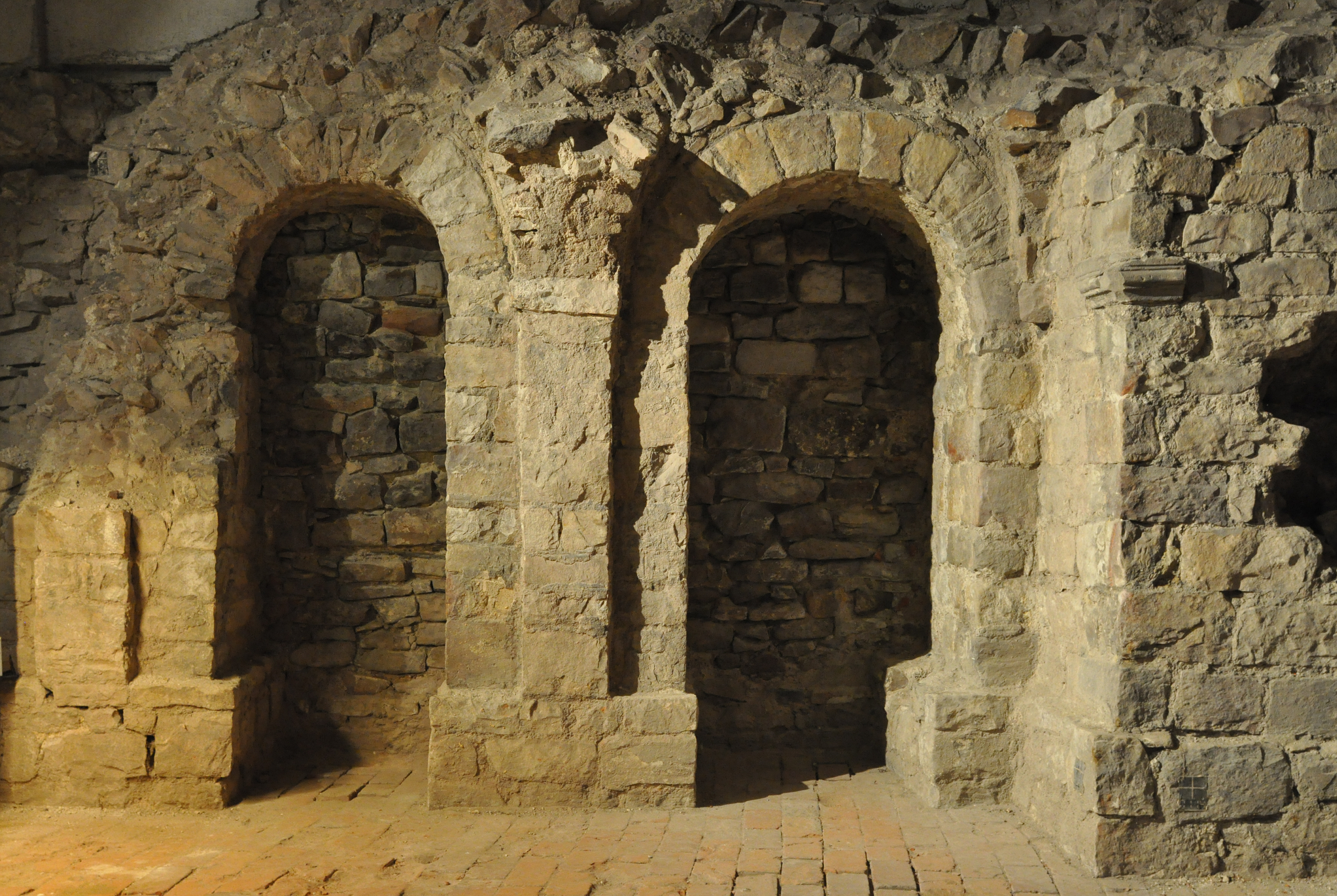
A templom kriptája

A templom lelkésze, Petrus Hecht 1632-ben elsőként tért vissza a fogságból, és mivel a város templomai romokban hevertek a magdeburgi dómban hirdette az igét.
A romok eltakarítása és a tornyok javítása csak 1641-ben kezdődött meg. 1642-ben Georg Kühlewein polgármester elrendelte a templom újjáépítését. Johann Niesing selyemhímző Christian Wellmann rektor 1643-ban hosszú utakat tett meg, hogy összegyűjtse a templom újabb felépítéséhez szükséges anyagiakat. Útjuk során eljutottak Hamburgba, Lübeckbe, Livóniábaland, Rigába, Breslauba, Königsbergbe és Danzigba is, és az 1645-ig tartó adománygyűjtés során 1311 tallér, 10 groschen és 3 pfennig gyűlt össze a cél érdekében.
A templom telkén előbb egy fatemplom épült, majd 1644. február 1-jén megtartották az avatóünnepséget, majd 1648. május 10-én keresztelőmedencét is kapott a templom, egy évre rá pedig a két, Georg Schreiber által öntött harang is elkészült.
1654-re Magdeburgnak sikerült kihevernie a háborúk pusztítását, és az egyházi élet is rendeződni kezdett, és az egyház hamarosan saját bevételre is szert tett. 1656-1657-ben a Johanniskirchhofon a sekrestye mellett egy paplak is felépült. 1658-ban Georg Schreiber öntötte az ünnepi harangot (Festglocke).
1662-ben megkezdődött a templom tulajdonképpeni újjáépítése. Előbb az egyes pillérek készültek el, majd 1663. szeptember 12-én a gyülekezet hivatalosan is a templomépítés mellett döntött. A rengeteg adománynak köszönhetően Heinrich Harder építőmester már 1669. november 25-én befejezhette az építkezést.
1670-ben Jacob Wentzel újraöntötte az 1667-ben, a brandenburgi választófejedelemné temetésekor megrepedő nagyharangot. Ugyancsak 1670-ben készítette el Tobias Wilhelmi az új oltárt, melyet Christof Fensterer képeivel díszítettek. Azon év első adventvasárnapján felszentelték a templomot, az ünnepségen pedig Ernestus Bake, a dóm prédikátorának, Reinhard Bake-nak fia hirdette az igét.
A következő években további munkálatokat végeztek, elsősorban a tornyokat javították ki. 1672-ben a tornyokra egyfajta süvegkupolák (welsche Haube) kerültek. 1674-ben a déli, majd 1675-ben az északi tornyot is befejezték. 1676-ban Tobias Wilhelmi elkészítette a szószéket is.
A negyedik harang és két további óraharang öntésével a Szent János-templom harangszava lett a legmesszebb terjedő egész Magdeburgban. A templomtól északkeletre 1687-ben még egy tornyot építettek, melybe a padláshoz vezető lépcső került.
1689 és 1695 között a hamburgi orgonaépítő, Arp Schnitger elkészített a templom orgonáját. Az orgona külsejét Tobias Wilhelmi készítette. A hangszert 1828 és 1831, illetve 1868 és 1870 között teljesen felújították.
A karzat 1748 és 1752 közötti felújításával egy időre befejeződtek a nagy építési munkálatok.
Magdeburg francia megszállása után 1806-ban lóistállóként használták a templomot, és az egyik tornyon a francia trikolór lobogott. A porosz seregek 1814-es visszatérte után újra istentiszteletet tartottak az épületben.

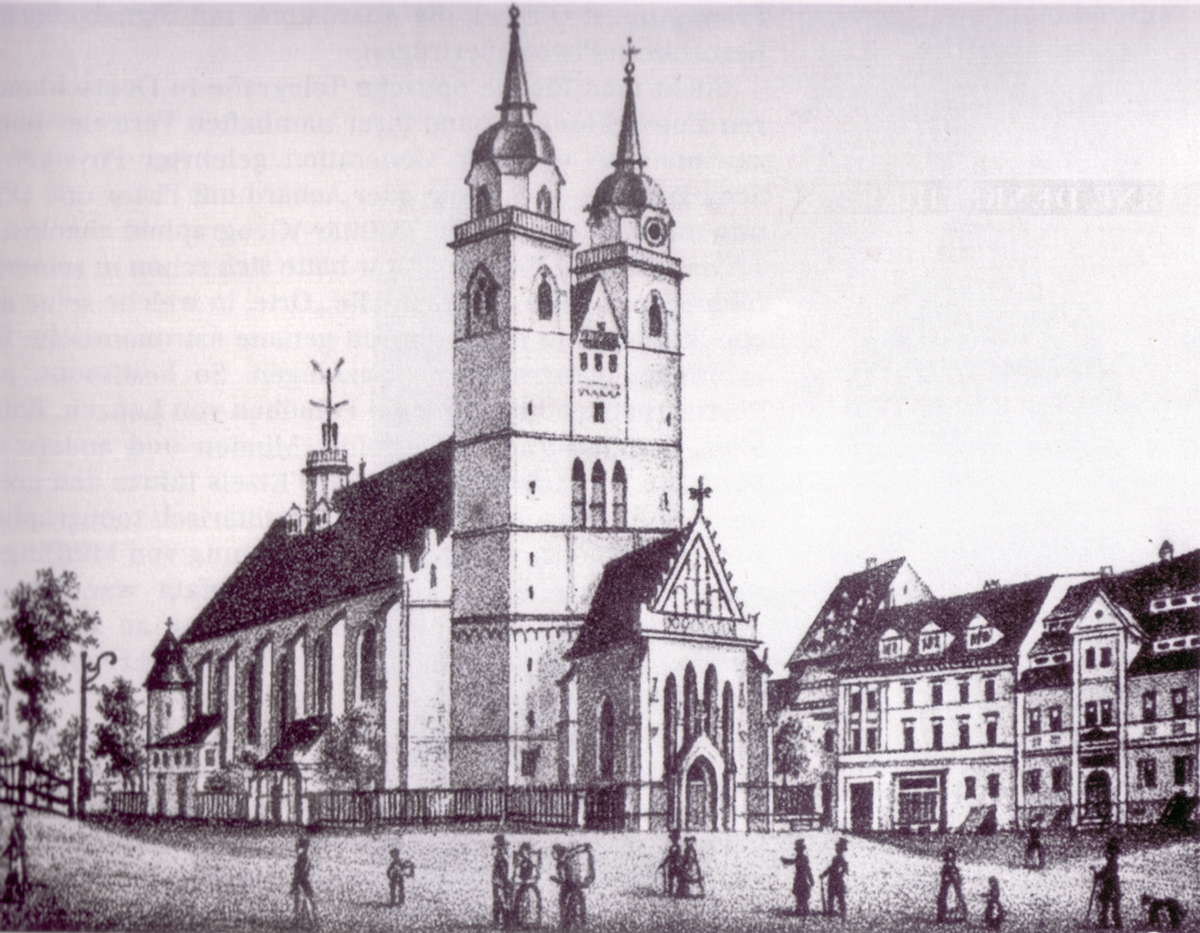
Távíró a templom tetején

1832 és 1850 között egy hivatalos porosz távíró-berendezés működött a templom tetején, majd miután 1874-ben bevezették a villamos árammal működő tűzjelzőt, a templom tornyai mentesültek a tűzőrségi feladatok alól.
1886-ban a templomtól nyugatra, egykori magdeburgi igehirdetésének emlékére felállították Luther Márton szobrát, melyet Emil Hundrieser szobrászművész készített.
1892-ben az ablakokat ólomkeretesre cserélték és 1900-ban az oltárhoz festett üvegablakokat készítettek.
A következő években technikailag is modernizálták a templomot, 1892-ben beszerelték az első fűtőberendezést. Az 1903-1904 között kibővített orgona elektromos fújtatóberendezést kapott. 1923-ban bevezették a villanyvilágítást, majd 1927-ben villamosították a harangozást is.
1924-ben az előcsarnokban felállították a Gyászoló Magdeburg (Trauernde Magdeburg) emlékművet.
Az első világháború idején, 1918-ban a templom kénytelen volt harangjairól lemondani, melyeket hadicélokra használtak fel. Ugyanez történt a második világháborúban is, amikor 1942-ben még az ünnepi nagyharangot is egy gyűjtőhelyre kellett szállítani.
1944. szeptember 28-án a szövetségesek légitámadása idején öt találat érte a templomot, amelyek jelentősen megrongálták azt. A magdeburgi belváros ellen intézett nagyméretű légitámadáskor, 1945. január 16-án újra eltalálták a Johanniskirche-t, és csak a külső falak, illetve a tornyok maradványai maradtak meg.

### Újjáépítés a második világháború után

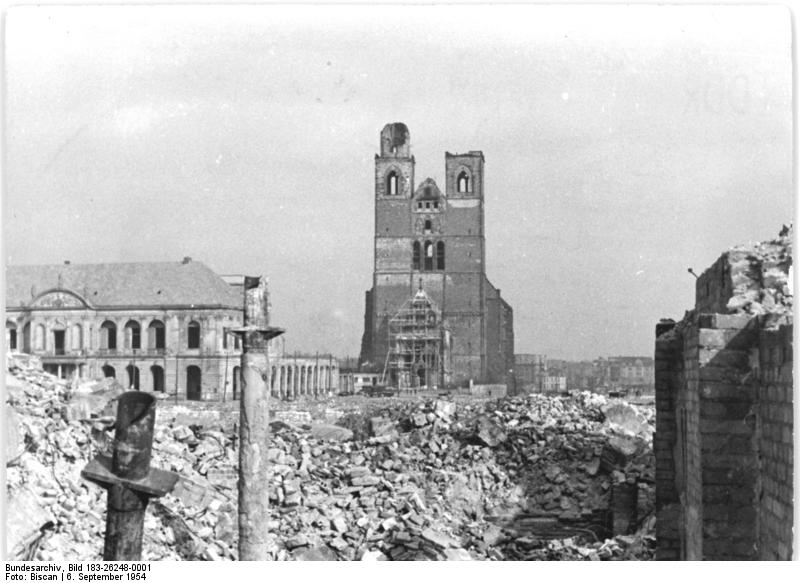
A templom romjai 1954-ben

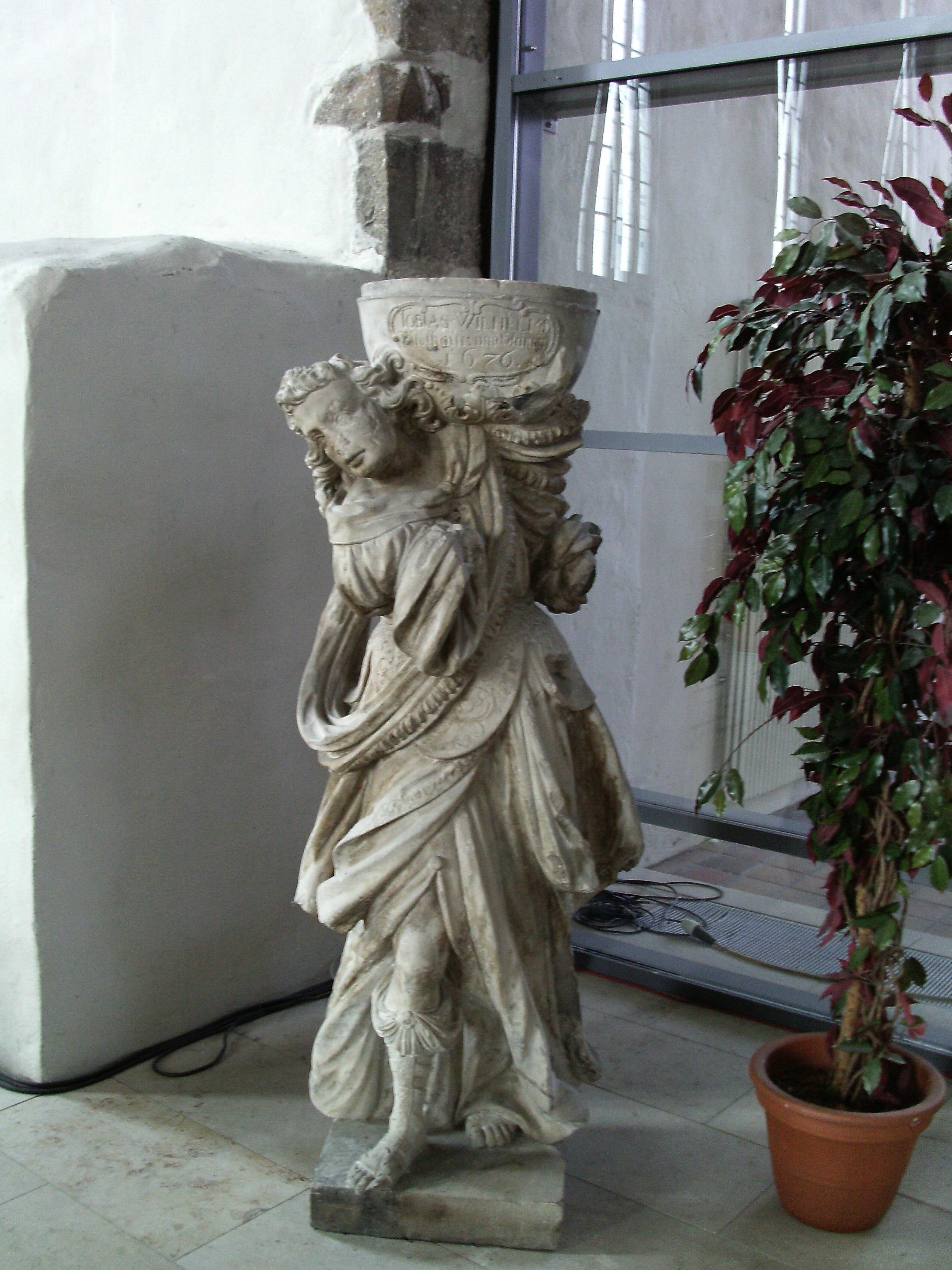
A szószéket tartó szobor

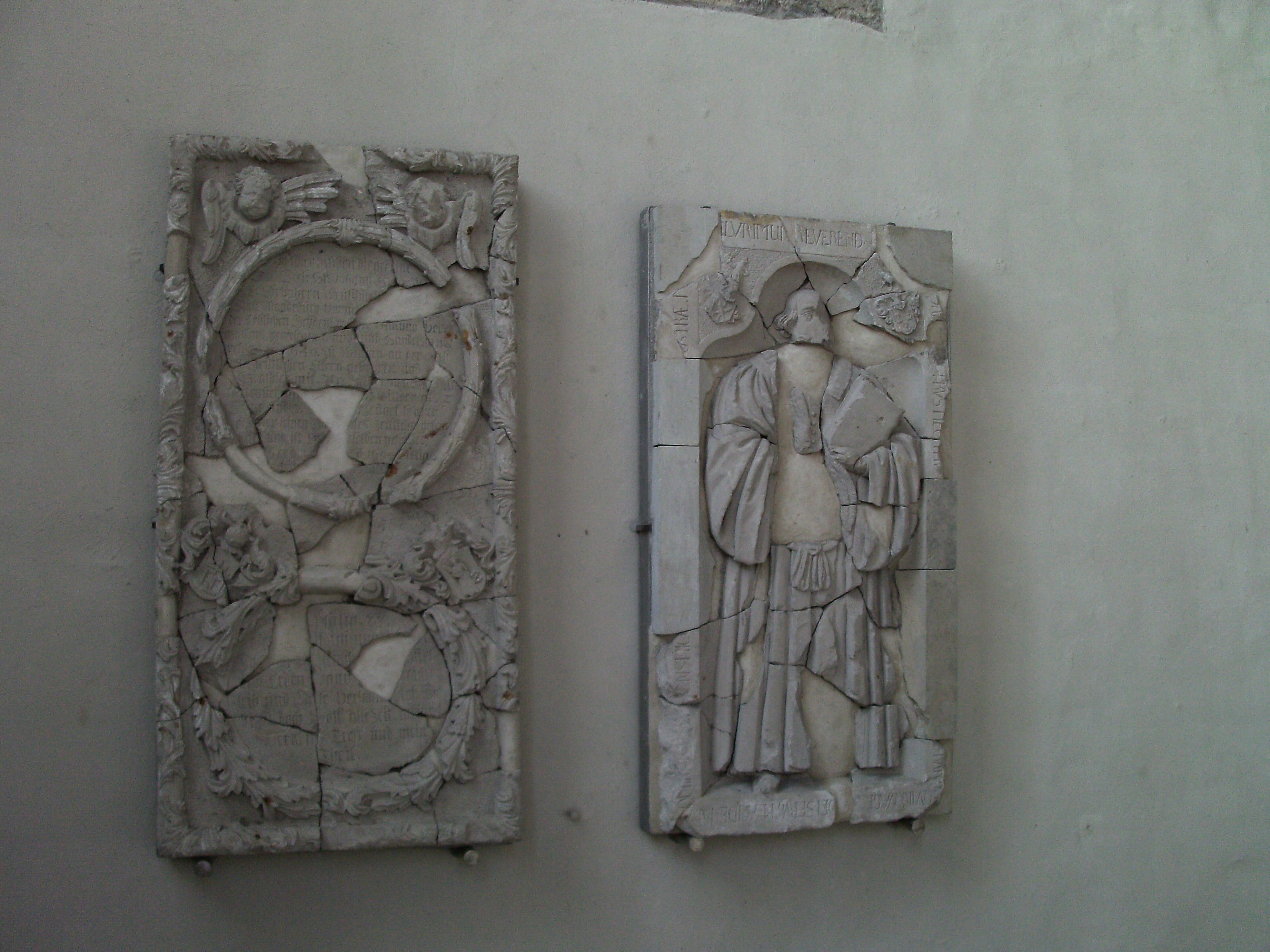
Restaurált sírkövek

A templom évekig romos állapotban állt a város központjában. Csak 1953-ban kezdődtek meg a romeltakarítási munkálatok. 1956-ig a nyugati előcsarnok a korábbi boltív helyett lapos tetőt kapott. Újra felépítették a tornyokat, Hettstedtben és Wilhelmsburgban előkerültek a hadi célra elszállított harangok is, melyek az északi toronyba kerültek vissza.
Miután 1961-ben az előcsarnokot az építésekért felelős hatóságok lezáratták, ezért 1968. augusztus 22-én az Evangélikus Egyház a városnak adományozta a templom maradványait.
1975 és 1977 között restaurálták a külső falakat, illetve beton körpánttal megerősítették őket. 1980. május 1-jén megnyitották a déli tornyot az érdeklődők előtt.
Heinrich Apel képzőművészeti alkotását, a Magdeburg elpusztítása és újjáépítése (Zerstörung und Wiederaufbau der Stadt Magdeburg) című kompozíciót 1983-ban helyezték el a templomban. 1987-ben az akkor még működő evangélikus gyülekezet (Johannisgemeinde) egybeolvadt a Luther-templom közösségével, így létrejött a Szentháromság Gyülekezet (Trinitatisgemeinde). 1989-ben a  Gyászoló Magdeburg  emlékművet újra felállították az előcsarnokban.
Az NDK felbomlása és Németország 1989-es újraegyesítése után hamarosan felmerült a templom újjáépítésének kérdése is. 1991. január 16-án megalakult a Johanniskirche Újjáépítésének Kuratóriuma (Kuratorium für den Wiederaufbau der Johanniskirche), és még abban az évben megerősítették a tornyok szerkezetét. A romok között különféle kulturális rendezvényekre került sor. 1994-ben Frank Satzky vezényletével a Magdeburgi Fiúkórus (Magdeburger Knabenchor) karácsonyi műsort adott, 1996-ban pedig a helyi színház adott elő egy Lutherről szóló darabot (Das Lied wollte meiner Stimme zu hoch werden).
1995-ben visszaállították a templom előtti eredeti helyére a Luther-szobrot.
Az 1990-es évek közepétől jelentős helyreállítási munkálatok zajlottak. A templom belsejét nem alakították vissza eredeti rendeltetésének megfelelően, hanem előadó- és koncertterem lett belőle. 1999. október 2-án nyitották meg a város közönsége előtt.
2004-ben a déli torony a város és magánszemélyek adományaiból egy új toronycsúcsot kapott.
Az északi torony harangjai eredetileg 1649-ből származnak, azonban az Ünnepi harangnak (Festglocke) nevezett nagyobbik harangot 1670-ben Jacob Wentzel újra kellett öntse, mivel az megrepedt. A kisebbik, Bűnbánati harangot (Bußglocke) 1649-ben Georg Schreiber öntötte. Bár elszállították őket, hogy a második világháború során beolvasszák mindkettőt, 1954-ben azonban visszakerültek a városba.
Visszatérésüktől 2008. október 31-ig némák maradtak, majd a restaurálást követően újra megszólaltak, és a következő jeles napokon hallhatóak:
- Egyházi rendezvények és különleges alkalmak
- Óév-Újév fordulója
- Magdeburg elpusztításának emléknapja (január 16.)
- Otto von Guericke halálának emléknapja (május 11.; ötévente)
- A templom újjáépítésének és a déli torony helyreállításának emléknapja (május 12.; ötévente)
- Reformáció napja (október 31.)

2014 és 2017 között a főhajó hat és a szentély hét (egyenként 13 méter magas) üvegablakát Max Uhlig üvegfestő díszítette, ünnepélyes felavatása 2020. szeptember 16-án volt.

## Látnivalók
- Luther Márton szobra a templom előtt
- Gyászoló Magdeburg (Die Trauernde Magdeburg) a bejáratnál – Az egyetlen szobor, melyet 1945 után a templom romjai közül épségben kimenthettek.
- Otto von Guericke kriptája
- Kilátó a déli toronyban
- Ikertornyok (Zwillingstürme) – Eberhard Oertel alkotása. Diptychon 150x80 cm – 150x40 cm. Geschenk an den Magdeburger Dom.

## Galéria

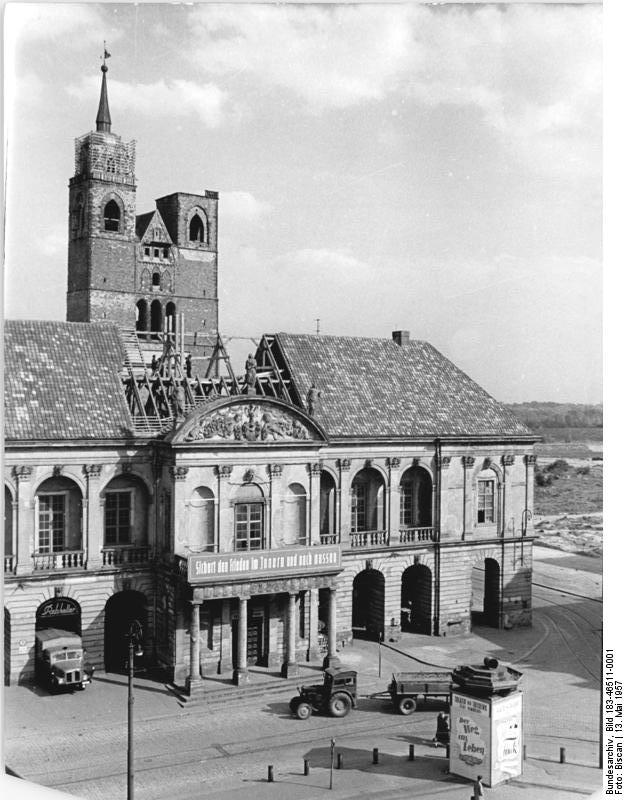
A templom és a régi városháza (1957)
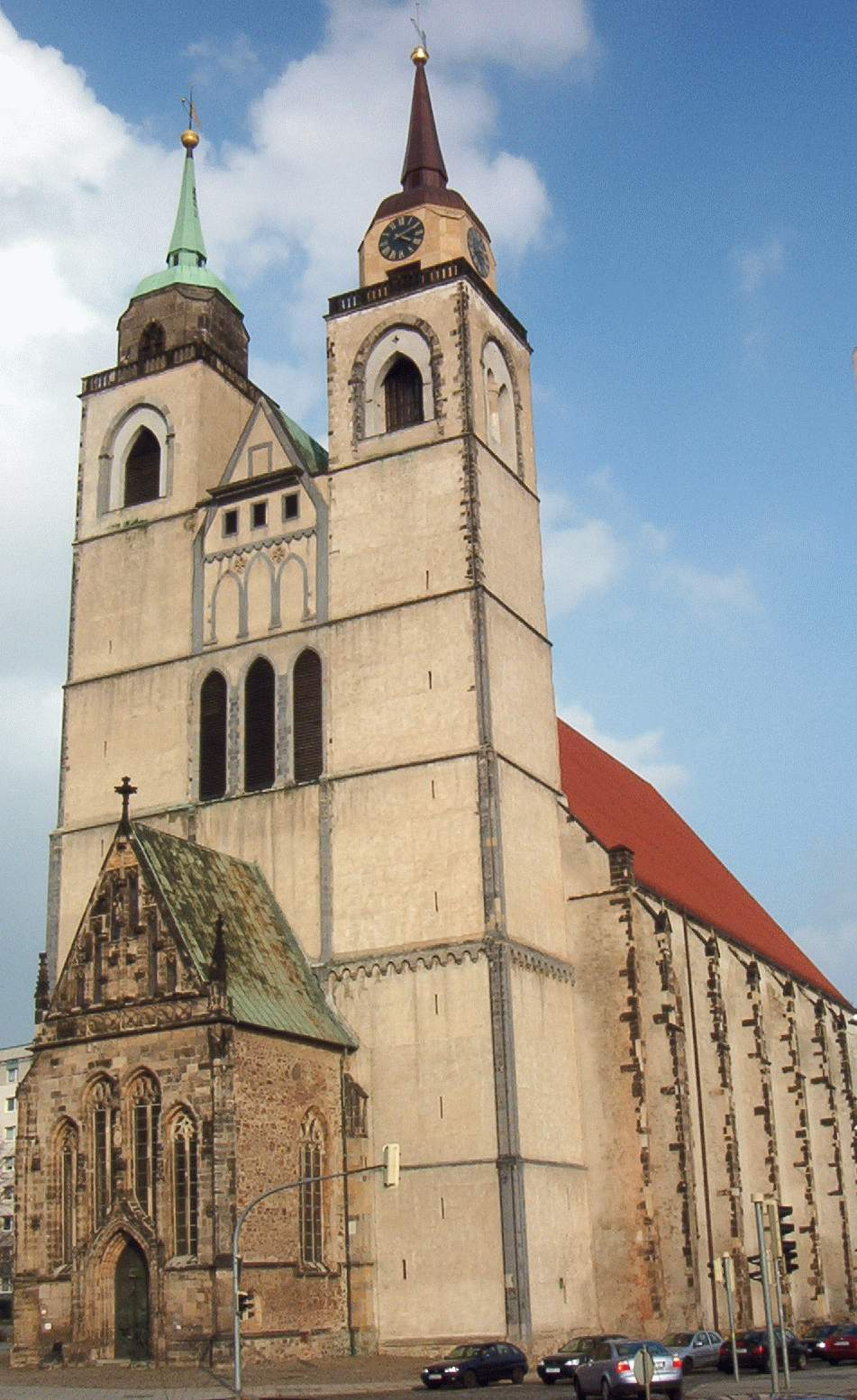
A nyugati oldal
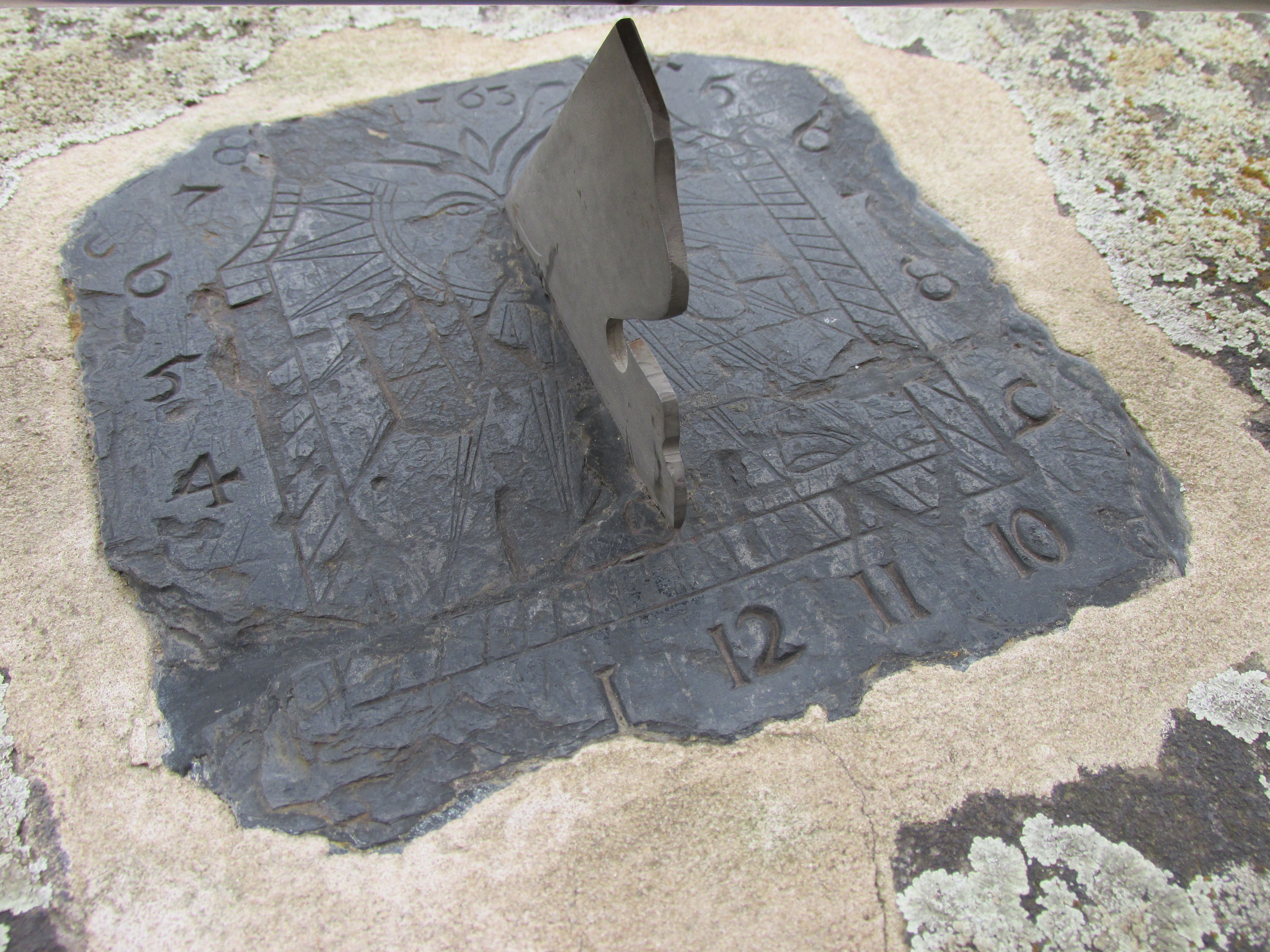
Napóra az egyik torony kilátóján
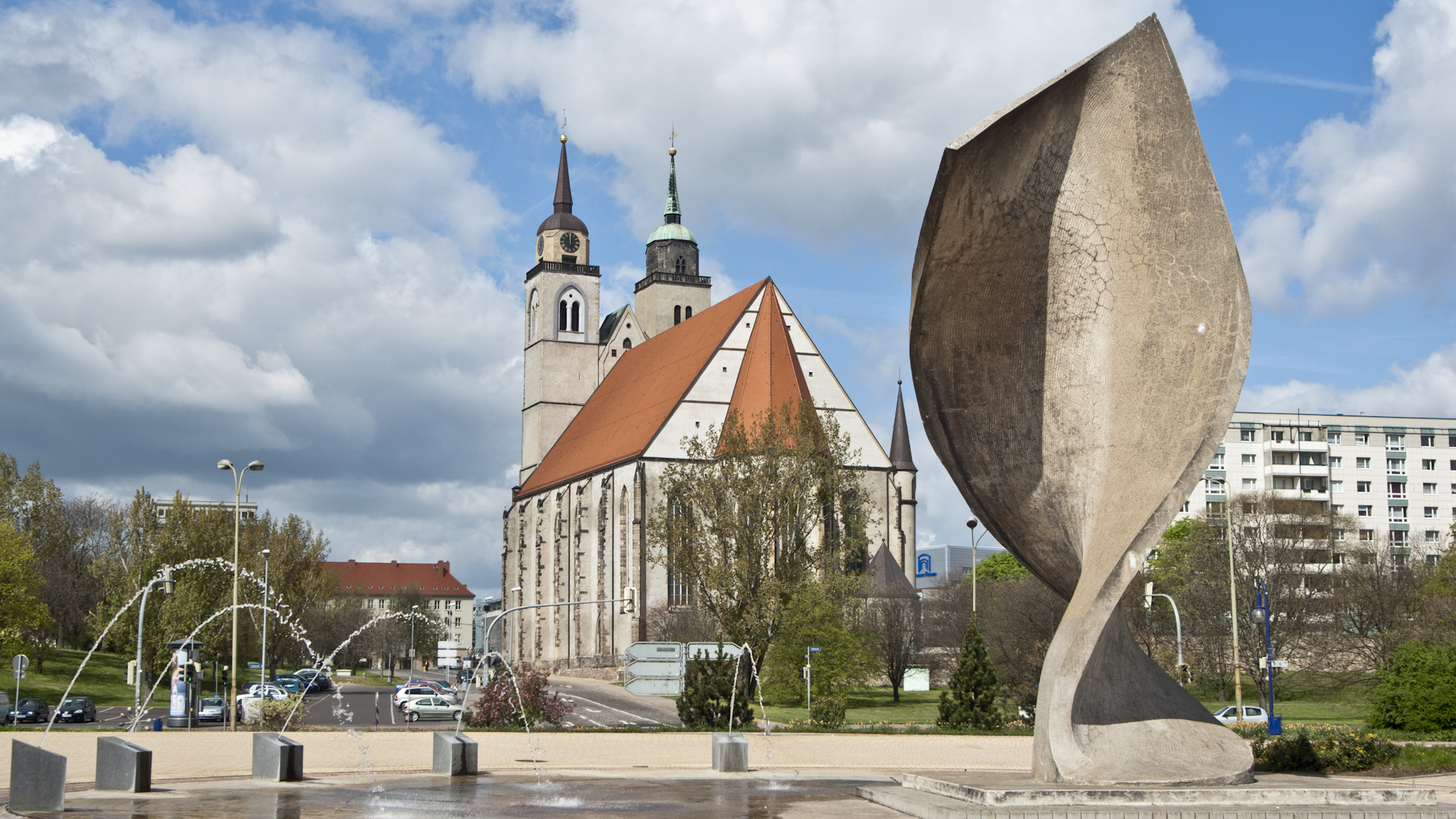
A Szent János-templom (2007)
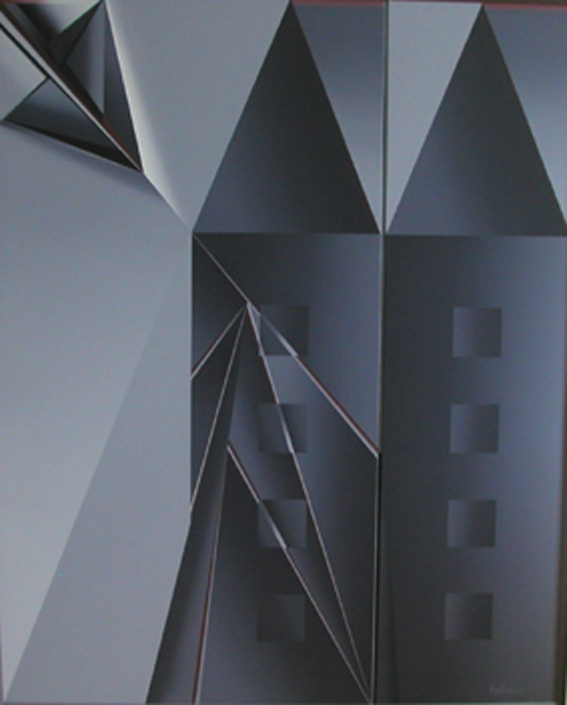
„Ikertornyok”. Eberhard Oertel festménye